# Уилтон (город, Миннесота)
Уилтон (англ. Wilton) — город в округе Белтрами, штат Миннесота, США. На площади 6,1 км² (6 км² — суша, 0,1 км² — вода), согласно переписи 2002 года, проживают 186 человек. Плотность населения составляет 30,9 чел./км².
- Телефонный код города — 218
- Почтовый индекс — 56601, 56687
- FIPS-код города — 27-70708[1]
- GNIS-идентификатор — 0654239[2]